# Saxifraga hypostoma
Saxifraga hypostoma är en stenbräckeväxtart som beskrevs av H. Sm.. Saxifraga hypostoma ingår i Bräckesläktet som ingår i familjen stenbräckeväxter. Inga underarter finns listade i Catalogue of Life.